# Assenso
Il concetto di assenso (lat.assensus da assentire: approvazione), inteso come adesione volontaria della ragione alla realtà rappresentata e percepita in primo grado sensorialmente, risale alla dottrina della catalessi (Katalepsis) degli stoici.

## Descrizione
L'assenso quindi nello stoicismo è il momento secondario in cui si esplica un giudizio volontariamente espresso dopo una primitiva apprensione, caratterizzata dall'evidenza, della realtà tramite i sensi.
«L'evidenza empirica è il fondamento della gnoseologia stoica »  e così pure di quella epicurea, ma per lo stoicismo essa dev'essere accompagnata da  un atto razionale e volitivo, poiché quando noi trascuriamo la chiarezza dell'evidenza e diamo il nostro assenso in modo precipitoso e superficiale al dato sensibile, è il momento che cadiamo nell'errore.
Per evitare che questo accada dobbiamo controllare le nostre passioni e desideri poiché «quando il pathos prevale sul logos viene dato l'assenso a rappresentazioni false di ciò che è buono e utile.» 
«Giacché il ricever rappresentazioni è involontario, [...] ma l'assentire a questo movimento sta nel volere di chi accoglie la rappresentazione [...]. Se dalla rappresentazione catalettica si toglie l'assenso, si toglie anche la comprensione.»
La duplice coesistenza nell'assenso di sensibilità e volontà fu ripresa da San Tommaso per operare una distinzione tra
- la conoscenza delle cose terrene e naturali per le quali, per la loro immediata evidenza, sono sufficienti la sensibilità e la ragione,
- e le conoscenze rivelate che non basandosi sull'apprensione sensoriale richiedono un assenso messo in atto dalla volontà di ciascuno.

Mettendo in primo luogo l'elemento volontaristico nell'assenso Occam giunse alla formulazione del concetto dell'errore collegandolo alla mancanza di evidenza della cosa conosciuta: infatti l'evidenza non richiederebbe nessun atto volontario di esplicitazione dell'assenso: è quando manca l'evidenza che la nostra volontà deve decidere se assentire o meno sulla verità dell'oggetto conosciuto, andando così incontro al probabile errore.
Questa interpretazione dell'assenso arrivò sino alla filosofia moderna con Cartesio, Spinoza e Locke che lo considerarono come un atto essenzialmente volontario con cui si affermano o si negano le idee che l'intelletto presenta.